# Moïse : L'Affaire Roch Thériault
Pour les articles homonymes, voir Savage Messiah.
Pour plus de détails, voir Fiche technique et Distribution.
Moïse : L'Affaire Roch Thériault (Savage Messiah) est un film québécois réalisé par Mario Azzopardi, sorti en 2002.

## Synopsis
Inspiré d'un fait vécu. Roch Thériault (Luc Picard), le chef d'une étrange commune, vivait avec 2 hommes, ses 10 femmes et ses 23 enfants. Une travailleuse sociale (Polly Walker) devine, malgré les apparences trompeuses, le désespoir des femmes de Thériault lors d'une visite de la commune. Malgré l'indifférence de ses collègues de travail, elle entreprend une enquête qui mène à de terribles découvertes ; un enfant mort, d'étranges rituels ainsi que de graves cas de violence physique et psychologique. Ce faisant, elle met sa carrière et sa vie en jeu. Elle est toutefois prête à surmonter tous les obstacles pour libérer les membres de cette étrange communauté de l'emprise de Thériault. Elle doit également affronter Thériault qui manipule avec une étonnante facilité les gens et le système, y compris les enquêteurs nommés par le tribunal.

## Fiche technique
- Titre : Moïse : L'Affaire Roch Thériault
- Titre original : Savage Messiah
- Réalisation : Mario Azzopardi
- Scénario : Sharon Riis
- Musique : Haim Frank Ilfman
- Photographie : Serge Ladouceur
- Montage : Mike Lee
- Production : Bernard Zukerman
- Société de production : Astral Films, Bernard Zukerman Productions, Corus Entertainment, Movie Central Network, Muse Entertainment Enterprises, Series+, Showcase, Studio Eight Productions et The Movie Network
- Pays :  Canada
- Genre : Drame et thriller
- Langue originale : anglais
- Durée : 94 minutes
- Date de sortie : 26 avril 2002

## Distribution
- Polly Walker (VQ : Marie-Andrée Corneille) : Paula Jackson
- Luc Picard (VQ : Luc Picard|lui-même) : Roch Thériault
- Isabelle Blais (VQ : Isabelle Blais|elle-même) : Lise
- Justin Louis (VQ : Denis Roy) : Vern
- Isabelle Cyr (VQ : Isabelle Cyr|elle-même) : Danielle
- Julie La Rochelle (VQ : Julie La Rochelle|elle-même) : Suzette
- Pascale Montpetit (VQ : Pascale Montpetit|elle-même) : Marie-Claude
- Elizabeth Robertson : Magdalene
- Domini Blythe (VQ : Louise Rémy) : Gayle
- Kyra Azzopardi : Alinne
- Tony Robinow (VQ : Thomas Donohue) : Juge Bonnard
- Claude Préfontaine (VQ : Claude Préfontaine|lui-même) : Père de Marie-Claude
- Ellen David (VQ : Isabelle Miquelon) : Lana
- Sylvie Bourque : Marcelle Martin
- Danièle Lorain : Colette Plamondon
- Jean-François Blanchard (VQ : Jean-François Blanchard|lui-même) : René Juneau
- Larry Day : Ross MacDonnell
- Denis Trudel : Alphonse
- Matthew Rothpan : Marc
- Eva Portelance : Marie
- Jamie Scavone : Leon
- Tanya Trombetta : Émilie

Source et légende : Version québécoise (VQ) sur Doublage Québec.

## Autour du film
- Roch Thériault a été emprisonné dans la prison de Dorchester au Nouveau-Brunswick. Il purgeait une peine de prison de 25 ans pour le meurtre d'une de ses adeptes, Solange Boilard, lorsqu'il est retrouvé mort dans sa cellule le 26 février 2011, peut-être victime d'une agression durant la nuit.
- Une de ses victimes, Gabrielle Lavallée, a écrit un livre dans lequel elle parle de sa vie et de la secte de Moïse.